# کارلوس رکس
| بررسی انتقادی        | بررسی انتقادی |
| منبع                 | رتبه‌بندی      |
| -------------------- | ------------- |
| انسایکلوپیدیا متالوم | [ ۲ ]         |
| متال استورم          | [ ۳ ]         |
| About.com            | [ ۱ ]         |

کارلوس رکس (سوئدی: Carolus Rex) ششمین آلبوم گروه موسیقی پاور متال سوئدی سبتان است.این آلبوم مفهومی درباره امپراتوری سوئد و پادشاه آن کارل دوازدهم (ملقب به کارلوس رکس) است.این آلبوم در دو نسخه به زبان‌های انگلیسی و سوئدی منتشر شد.این آلبوم توسط پیتر تگترین در استودیوی ابیس تولید شد. این آلبوم با استقبال منتقدان و موفقیت تجاری روبرو شد و موفق به دریافت جایزه تحسین طلایی در لهستان و چهار جایزه پلاتینی در سوئد شد.
در سال ۲۰۱۵، چهار تک‌آهنگ از آلبوم کارلوس رکس در بسته الحاقی موسیقی متن سبتان در بازی استراتژی جنگی تاریخی یوروپا یونیورسالیس ۴ توسط پارادوکس اینتراکتیو منتشر شد.چهار تک‌آهنگ که از این آلبوم در بازی آمد «شیری از شمال»، «زندگانی جنگی»، «Karolinens Bön» و «کارلوس رکس» بود. یک تک‌آهنگ دیگر از آلبوم دیگر سبتان، هنر رزم نیز در این بسته الحاقی بود.